# Alcanivorax borkumensis
Alcanivorax borkumensis är en alkan-nedbrytande marin bakterie som naturligt förökar sig och blir dominerande i råoljehaltigt havsvatten när näringsämnen som kväve och fosfor tillsätts.
Uppodlade, används de oljenedbrytande mikroorganismerna vid oljesanering, det vill säga återställandet av vatten och markområden som förorenats genom oljeutsläpp.

## Beskrivning
Alcanivorax borkumensis är en stavformad bakterie utan flagell som får sin energi främst från att konsumera alkaner (en typ av kolväte). Den är aerob, vilket betyder att den använder syre för att få energi, och den är halofil, vilket betyder att den tenderar att leva i miljöer som innehåller salt, såsom salt havsvatten. Den är också Gram-negativ, vilket i huvudsak betyder att den har en relativt tunn cellvägg. Den är också icke-rörlig; andra organismer som verkar vara besläktade kan dock förflytta sig med hjälp av flagellen.

## Upptäckt
Mikroorganismen upptäcktes nära ön Borkum (därav epitet borkumensis) av Gesellschaft für Biotechnologische Forschung mbh (GBF) i Braunschweig och Braunschweigs tekniska universitet och år 2006 identifierade de och Bielefelds universitet bassekvensen för bakteriens genom.

## Genomet
Genomet för Alcanivorax borkumensis är en enda cirkulär kromosom som innehåller 3 120 143 baspar. Den är väl anpassad för att nedbryta petroleum-olja, en viss sekvens på genomet kodar för nedbrytningen av ett visst spektrum av alkaner. Där genomet har många sekvenser som var och en kodar för en annan typ av alkan, vilket gör att den är mycket anpassningsbar och mångsidig. Genomet innehåller också instruktioner för bildandet av biotensider som hjälper till i nedbrytningsprocessen. För att hantera externa hot, har bakterien koder också som försvarsmekanismer. Att klara höga koncentrationer av natrium-joner (dvs i havsvatten) och att skydda mot UV-strålning som upplevs på jordens yta är båda viktiga för bakterien och genomet innehåller sätt att lösa båda dessa problem.

## Ekologi
Alcanivorax borkumensis finns naturligt i havsvatten. Den är vanligare i oceaniska områden som innehåller petroleum (oavsett om det kommer från spill, naturliga fält eller andra källor) och kan hittas i små mängder i oförorenat vatten. Bakterien finns i hela världen, både i kustmiljöer och oceaniska miljöer. Den kan också trivas i områden med kraftigt tidvatten och andra havsrelaterade strömmar/flöden. Den finns bara på eller nära vattenytan. Bakterien kan leva i salthalter från 1,0-12,5 % och i temperaturer från 4-35 °C. Eftersom bakterierna använder olja 
som energikälla frodas de naturligt i närheten av oljeutsläpp och liknande platser. Bakterien konkurrerar ut andra arter av Alcanivorax släktet, troligen på grund av dess mycket flexibla DNA och metabolism. Den konkurrerar också ut andra alkannedbrytande organismer som Acinetobacter venetianus och så småningom kommer en olje- och salthaltig miljö med Alcanivorax borkumensis och Acinetobacter venetianus att domineras av Alcanivorax borkumensis, som  kan konsumera en större mängd alkaner än andra kända arter.

## Metabolism
Alcanivorax borkumensis använder i första hand alkaner som sin energi/kolkälla, men den kan använda några andra organiska föreningar. Till skillnad från de flesta andra celler kan den inte konsumera vanligare ämnen som socker eller aminosyror som energikälla. Detta beror på bristen på gener som kodar för aktiva eller passiva kolhydrattransportörer, därav oförmågan att konsumera monomera sockerarter.
Bakterien har ett antal olika enzymer vars funktion är att oxidera alkanmolekyler. Den aeroba metabolismen av alkaner utförs genom den terminala alkanoxidationsvägen, där monooxygenass initierar oxidationen av terminala kol. Denna sekventiella väg producerar först alkoholer, sedan alkohol- och aldehyddehydrogenaser, och slutligen aldehyder respektive fettsyror.
Efter ett oljeutsläpp kan enorma obalanser i förhållandena kol/kväve och kol/fosfor observeras. För detta har den en myriad av transportproteiner som tillåter snabbt upptag av viktiga näringsämnen som är begränsande i miljön. Att öka tillväxthastigheten för en population av bakterien kan fosfor och kvävehaltiga föreningar tillföras miljön. Dessa ämnen fungerar som gödsel för bakterierna och hjälper dem att växa i ökad takt.

## Biotensider
När Alcanivorax borkumensis använder alkaner eller pyruvat som sin energikälla bildar varje cell en biosurfactant. En biosurfaktant är ett extra lager av material som bildas längs cellmembranet. Ämnen som utgör biotensid av bakterien kan minska ytspänningen i vatten, vilket hjälper till med nedbrytningen av olja. De är också emulgeringsmedel, som ytterligare tjänar till att skapa olja/vatten-emulsionen, vilket gör oljan mer löslig. Den bildar en biofilm runt en oljedroppe i havsvatten och fortsätter att använda biotensider och metabolism för att bryta ned oljan till ett vattenlösligt ämne.

## Biotekniska tillämpningar

### Roll i oljans biologiska nedbrytning

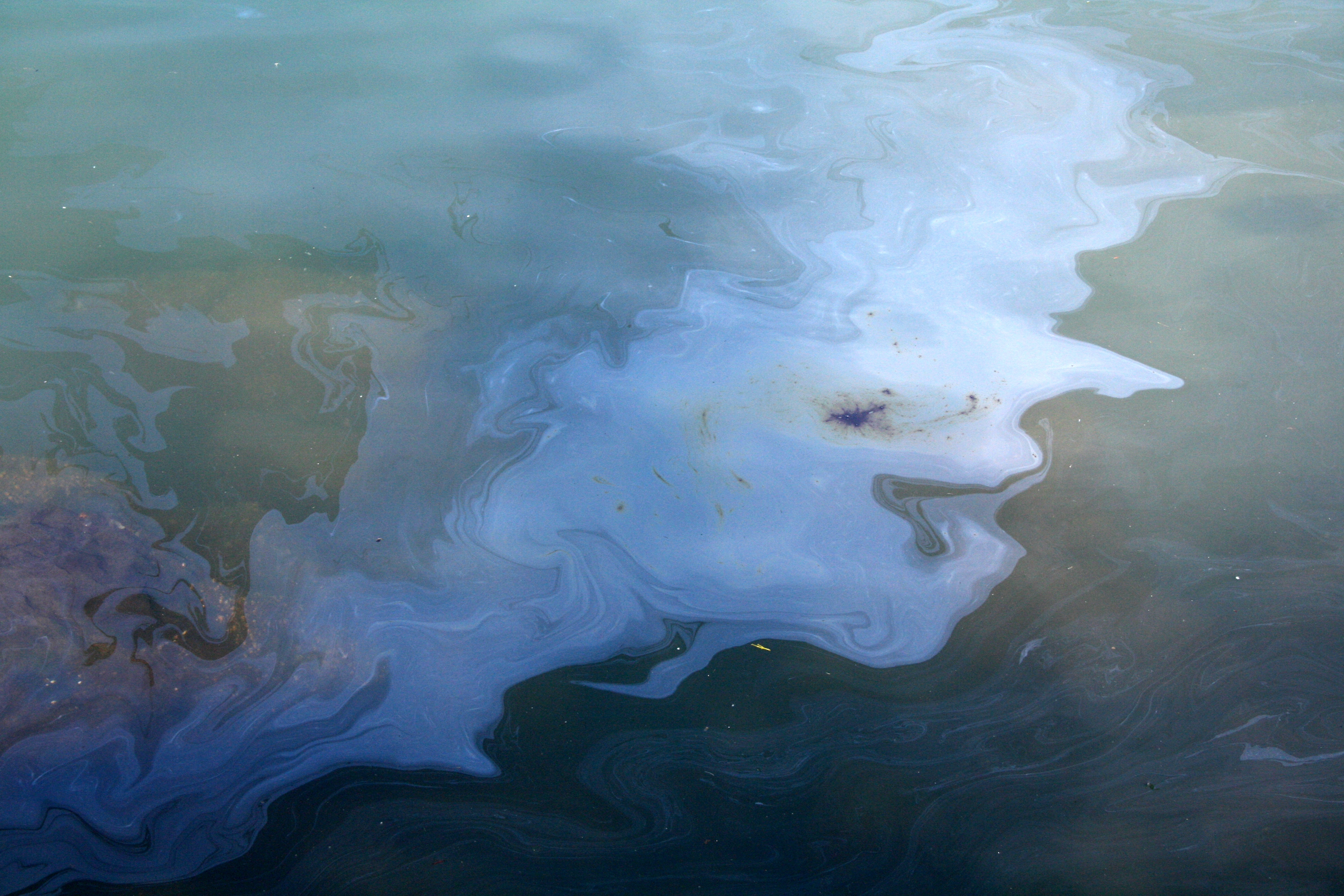
Oljeutsläpp i San Francisco Bay, 2007

Petroleum-olja är giftig för de flesta livsformer och miljöförstöring med olja orsakar stora ekologiska problem. En avsevärd mängd petroleum-olja som kommer in i havet elimineras av mikrobiella samhällens aktiviteter mikrobiell biologisk nedbrytning. Som en nyligen upptäckt kolväteoklast, kan  Alcanivorax borkumensis bryta ned olja i havsvattenmiljöer. Hydrokarbonoklastisk är i grunden "klastisk" vilket betyder att den med enzymer kan dela upp något i delar (i det här fallet olje-kolväten). Råolja, eller petroleum, består till övervägande del av kolväten, en produkt som består av en lång kedja av kolatomer bundna till väteatomer. Medan de flesta organismer använder socker eller aminosyror för sin kol-/energikälla, den använder alkaner, en typ av kolväte i sin metaboliska process. Denna diet tillåter bakterien att blomstra i marina miljöer som har påverkats av oljeutsläpp. Genom sin ämnesomsättning, kan den bryta ner olja till ofarliga föreningar (koldioxid och vatten). Denna förmåga har gjort att just denna art blivit ett viktigt verktyg för biosanering av marina miljöer, men har också visat sig fungera för marksanering genom mark-injektion av odlade bakterier.

### Potentiell som anti-oljespill
Oljeutsläpp kan inträffa under transport av olja eller under utvinning. Sådana utsläpp kan innebära betydande mängder olja i havet och förorena miljön, vilket påverkar ekosystem nära och fjärran.
Liknande problem är också förorenad mark som innehåller olja från tidigare industriella miljöer och bensinstationer som behöver marksaneras.
Normalt krävs det många år för ett ekosystem att återhämta sig helt (om alls) från ett oljeutsläpp, så forskare har undersökt sätt att påskynda saneringen av områden som drabbats av ett oljeutsläpp. De flesta ansträngningar hittills använder direkt mänsklig inblandning/arbete för att fysiskt ta bort oljan från miljön. 
Med Alcanivorax borkumensis framstår ett möjligt alternativ, eftersom den naturligt bryter ner oljemolekyler till icke-förorenande former, det hjälper ekosystemen att snabbt återhämta sig från en oljeutsläppskatastrof. Organismerna växer också naturligt i oljeförorenat havsvatten och är således en inhemsk art. Om odling av bakterien för att bryta ner olja påskyndas eller göra mer effektiv, skulle det hjälpa ekosystem att återhämta sig, vilket gör utvecklande av användningen av bakterien till ett forskningsområde med intresse. Några exempel inkluderar att uppmuntra tillväxten av bakterien (genom fosfor- och kvävegödsling) för tillväxt och uppmuntran av metabolismen.

### Potential i biopolymerproduktion
Genom att manipulera en acyl-koenzym A (CoA) tioesterasgen, kunde Sabirova och kollegor mutera organismen för att hyperproducera polyhydroxialkanoater, dvs polyestrar som produceras i naturen av många mikroorganismer (PHA). De kunde sedan relativt enkelt återvinna de stora mängderna PHA som frisattes av mutant Alcanivorax från odlingsmedierna. Förut var det kostsamma och miljöfarliga lösningsmedel som var tvungna att användas för att återvinna PHA från intracellulära granuler. Detta möjliggör produktion av miljövänliga polymerer i fabriker som använde mutant Alcanivorax.